# Prix littéraires du Gouverneur général 1975
Liste des prix littéraires du Gouverneur général pour 1975, chacun suivi du gagnant.

## Français
- Prix du Gouverneur général : romans et nouvelles de langue française : Anne Hébert, Les Enfants du sabbat.
- Prix du Gouverneur général : poésie ou théâtre de langue française : Pierre Perrault, Chouennes.
- Prix du Gouverneur général : études et essais de langue française : Louis-Edmond Hamelin, Nordicité canadienne.

## Anglais
- Prix du Gouverneur général : romans et nouvelles de langue anglaise : Brian Moore, The Great Victorian Collection.
- Prix du Gouverneur général : poésie ou théâtre de langue anglaise : Milton Acorn, The Island Means Minago.
- Prix du Gouverneur général : études et essais de langue anglaise : Marion MacRae et Anthony Adamson, Hallowed Walls.